# إليزابيث ديبارديو
إليزابيث ديبارديو (بالفرنسية: Élisabeth Guignot)‏ هي ممثلة فرنسية، ولدت في 5 أغسطس 1941 بباريس في فرنسا.

## وصلات خارجية
- إليزابيث ديبارديو على موقع IMDb (الإنجليزية)
- إليزابيث ديبارديو على موقع ألو سيني (الفرنسية)
- إليزابيث ديبارديو على موقع ميوزك برينز (الإنجليزية)
- إليزابيث ديبارديو على موقع أول موفي (الإنجليزية)
- إليزابيث ديبارديو على موقع قاعدة بيانات الأفلام السويدية (السويدية)
- إليزابيث ديبارديو على موقع ديسكوغز (الإنجليزية)
- إليزابيث ديبارديو على موقع قاعدة بيانات الفيلم (الإنجليزية)
- إليزابيث ديبارديو على موقع كينوبويسك (الروسية)